# Willie Nile
Willie Nile, (Buffalo, 1948. június 7. –) amerikai gitáros, énekes, dalszerző. 18 albumot adott ki. 1980-ban adta ki első albumát. Korai pályafutását betegsége megszakította, de végül vissza tudott térni a lemezfelvételekhez. Az Egyesült Államokban és Európában is sikeres énekes-dalszerzővé vált.

## Pályafutása
Willie Nile Buffalóban, New York államban született zenész családban. Nagyapja vaudeville-zongorista volt, Bill Robinsonnal és Eddie Cantorral mellett zenélt. Nagybátyjai boogie woogie-zongoristák voltak.
Nile idősebb testvérei Elvis Presley, az Everly Brothers, Buddy Holly és Fats Domino lemezeit hallgatták, így Willie Nile már három-négy éves korától ismerte őket. Nile maga nyolcévesen kezdett zongorázni, tinédzser koráig komolyzenei órákon is részt vett, miközben megtanulta az első rock & roll dalt.
Hamarosan elkezdett dalokat írni. Nyaranta New Yorkban klubokban lépett fel. Érettségi után Nile lakást vett Greenwich Villageben. Az első New York-i télen tüdőgyulladást kapott, ami miatt körülbelül egy év kimaradt az életéből.  Dalokat azért írt.
Miután visszanyerte egészségét, klubokban kezdett működni.
Eleinte kevés albumot adott ki, turnézott, és egyre nagyobb termekben játszott. Közben és folyamatosan dalokat írt. 2006-tól évente legalább egy albumot adott ki, köztük a 2013-as „American Ride”-ot és a 2014-es „If I Was a River”-t.

## Stúdióalbumok
- 1980: Willie Nile
- 1981: Golden Down
- 1991: Places I Have Never Been
- 1999: Beautiful Wreck of the World
- 2006: Streets of New York
- 2009: House of a Thousand Guitars
- 2010: The Innocent Ones
- 2013: American Ride
- 2014: If I Was a River
- 2016: World War Willie
- 2017: Positively Bob: Willie Nile Sings Bob Dylan
- 2018: Children of Paradise
- 2020: New York At Night
- 2021: The Day The Earth Stood Still

## Élő albumok
- 1997: Live in Central Park: Archive Alive!
- 2007: Live at Turning Point
- 2008: Live From the Streets of New York
- 2011: Live Hard Times in the UK
- 2015: The Bottom Line Archive Live (1980 és 2000)

## Díjak
- 2018: Children of Paradise: Favorite Rock Albums
- AIM Independent Music Awards − négy alkalommal
- Buffalo Music Hall of Fame